# Jan Masanetz
Jan Masanetz (* 1979 in Leipzig) ist ein deutscher Komponist.
Er studierte von 2004 bis 2009 Komposition bei Manfred Trojahn an der Robert Schumann Hochschule in Düsseldorf und absolvierte anschließend ein Meisterklassenstudium bei Wolfgang Rihm an der Hochschule für Musik Karlsruhe. Er wurde gefördert von der Studienstiftung des Deutschen Volkes, der Aribert-Reimann-Stiftung zur Förderung des Zeitgenössischen Klavierliedes und der Wilfried-Steinbrenner-Stiftung zur Förderung der Ernsten Musik.
Sein Vater war der Literaturwissenschaftler und Fontane-Forscher Michael Masanetz (1953–2019).

## Aufführungen (Auswahl)
- UA Orgelstück Präludium, Lied und Abgesang (Auftragskomposition des Deutschen Evangelischen Kirchentages 2007; aufgeführt durch Zsigmond Szathmáry in Köln)
- UA The Rhymer's Ayre (3), aufgeführt durch die Internationale Ensemble Modern Akademie im Off-Programm der Donaueschinger Musiktage 2007.
- UA A Farewell für Sopran und Ensemble, Ensemble orkest de ereprijs (NL) beim 14th Young Composers Meeting 2008 in Apeldoorn.
- UA Seingalt Symphony, Deutsche Radio Philharmonie Saarbrücken Kaiserslautern, Johannes Kalitzke Saarbrücken beim SR-Festival „Mouvement. Festival für Neue Musik“
- UA Nordsee. Zwei Fantasien MDR-Rundfunkchor, David Jones, Leipzig 2008.
- tarts & vicars Arditti Quartett, Darmstädter Ferienkurse 2010.
- fantasia di bravura MDR-Rundfunkchor, Howard Arman, Leipzig 2010.

## Preise und Auszeichnungen
- 1. Preis des Kompositionswettbewerbs der Mozartstiftung von 1838 zu Frankfurt am Main für The Rhymer's Ayre (1), 2006
- 3. Preis des Günter-Bialas-Kompositionswettbewerbs 2007 der Hochschule für Musik und Theater München und der GEMA-Stiftung für Die Liebende abermals (Bettina-Fragmente I), 2007
- 1. Preis des Internationalen Kompositionswettbewerbs des Vereins der Freunde und Förderer des MDR Rundfunkchores für Nordsee.Zwei Fantasien, 2008.
- Preisträger der Saarbrücker Komponistenwerkstatt, 2009